# Agua Bendita
Agua Bendita é uma telenovela filipina exibida em 2010 pela ABS-CBN. Foi protagonizada por Andi Eigenmann e Matteo Guidicelli com atuação antagônica de Jason Abalos.

## Elenco
- Andi Eigenmann - Agua Cristi
- Matteo Guidicelli - Ronnie Aguirre
- Jason Abalos - Paculda Barrameda
- Vina Morales - Mercedes Montenegro-Cristi
- John Estrada - Dr. Marcial Cristi
- Pilar Pilapil - Dona Amalia Montenegro
- Alessandra de Rossi - Divina Caguiat
- Dimples Romana - Criselda Barrameda
- Carlos Agassi - Baldomero "Baldo" Barrameda
- Jayson Gainza - Ben Ramirez
- Malou de Guzman - Rosie Ramirez
- Bing Loyzaga - Solita Aguirre
- Zoren Legaspi - Luisito "Lui" Mondigo
- Pen Medina - Padre Guido